# .mobi
.mobi (ook wel dotMobi genoemd) is een topleveldomein. Het hoofddoel van deze TLD is om websites voor mobiele telefoons beter te kunnen onderscheiden.
Dit is wenselijk omdat mobiele telefoons:
- een veel kleiner beeldscherm hebben dan het display van een PC
- niet goed om kunnen gaan met sommige dynamische en grafische elementen
- meestal nog geen snelle verbinding met internet hebben.

DotMobi is een initiatief van onder andere Google, Microsoft, Nokia, Samsung, Ericsson, Vodafone, T-Mobile Nederland, Telefónica Móviles, Telecom Italia Mobile, Orascom Telecom, GSM Association, Hutchison Whampoa, Syniverse Technologies en VISA.
Registratie van .mobi-domeinnamen is geopend sinds 11 mei 2006 voor de telecom industrie en vanaf 12 juni 2006 voor houders van trademarks. Vanaf 26 september 2006 kon iedere burger ook .mobi-domeinnamen vastleggen. Inmiddels zijn er meer dan 500.000 .mobi-domeinnamen geregistreerd.

## Premium .mobi-domeinnamen
DotMobi heeft 5613 domeinnamen achter de hand gehouden, de zogenaamde ‘premium names’. Tot deze groep domeinnamen behoren de meest gewilde .mobi-domeinnamen, zoals bijvoorbeeld nieuws.mobi, hotels.mobi, weer.mobi en sex.mobi. Tot en met 2008 gaat de mTLD in gedeeltes deze namen vrijgeven via een openbare veiling of via Request For Proposal (RFP), waarbij de partij met de beste plannen de domeinnaam krijgt. Op die manier zullen deze domeinnamen in handen komen van bedrijven of instellingen die er ook websites van maken, in plaats van dat ze in handen komen van zogenaamde domeinkapers. De inkomsten uit de veilingen en RFP's zullen geïnvesteerd worden in de doelstelling van dotMobi, namelijk het transparanter, goedkoper en sneller maken het internet via mobiele apparaten.
Er is één keer een RFP uitgeschreven voor de namen Sports.mobi, News.mobi, Ringtones.mobi en Weather.mobi. Alleen Weather.mobi is uitgegeven aan The Weather Channel (Weather.com). Voor de andere drie domeinnamen waren geen goede voorstellen ingediend.
Op 13 september 2007 maakte dotMobi bekend dat het drie keer een set van honderd .mobi-domeinnamen ging veilen via Sedo. Het bieden staat open voor iedereen. Wel moeten de door mTLD in een overeenkomst opgestelde richtlijnen in acht genomen worden. Zo moet er onder andere binnen zes maanden een website live zijn op de domeinnaam, die ook gerelateerd is aan de domeinnaam. Tevens moet die website een score hebben van 4 uit 5 op Ready.mobi.
De eerste van deze drie veilingen heeft op 3 oktober 2007 geresulteerd in een opbrengst van 860.481 dollar. Van de 100 domeinnamen zijn er 78 verkocht voor een totaal bedrag van 860.481 dollar.
In oktober werd ook een veiling gehouden op het T.R.A.F.F.I.C. event in Florida in de Verenigde Staten. Poker.mobi werd onder andere verkocht voor 150.000 dollar, Ringtones.mobi voor 145.000 dollar en E-mail.mobi voor 50.000 dollar. In de silent veiling werden nog een 30 .mobi-domeinen verkocht.
Op 7 november 2007 is de tweede veiling van 100 .mobi-domeinnamen op Sedo een succes geweest voor .mobi. In totaal werd er voor 740.169 dollar verkocht. Het hoogste bedrag werd betaald voor TAXI.mobi: 75.111 dollar.
Op 5 december 2007 is de derde en laatste online veiling succesvol afgesloten. Er werden 100 premiums verkocht voor meer dan 2 miljoen dollar. Er ontstond vanuit de gehele wereld een enorme jacht op de .mobi’s, zodat de veiling website enige tijd niet bereikbaar was. Een unicum voor Sedo, nooit eerder had het zoveel bieders tegelijk. Op het moment dat een van de toppers Games.mobi de 300.000-dollargrens bereikte – met nog enkele minuten te gaan – liep de website vast en werd de gehele veiling met twee uur verlengd. Het hoogste bedrag werd betaald voor Music.mobi: 616.000 dollar.
In 2008 zullen er wederom veilingen gehouden worden door mTLD om de resterende duizenden premium .mobi-domeinnamen uit te geven.

## Gereserveerde .mobi-domeinnamen
Naast de 5.613 domeinnamen die als premium beschouwd worden, zijn er tevens 2.694 .mobi-domeinnamen gereserveerd. Deze lijst bestaat uit:
- geografische namen (Amsterdam.mobi, NewYork.mobi, etc.)
- alarmnummers (112.mobi, 911.mobi, etc.)
- andere TLD's (com.mobi, net.mobi, etc.)
- woorden die de mTLD zelf wil gebruiken (whois.mobi, register.mobi, etc.)

De mTLD was er nog niet over uit op welke wijze het deze namen in omloop zou moeten gaan brengen. Hiervoor als leerervaring Helsinki.mobi opgezet tijdens het songfestival van 2007.
In juli 2007 maakte mTLD bekend dat 650 gereserveerde stadsnamen uitgegeven gaan worden. Alleen de overheidsinstanties van deze steden kunnen in aanmerking komen voor deze domeinnamen. Indien zij aantonen dat ze de .mobi-domeinnaam ook gaan ontwikkelen tot een werkelijke website, die aan bepaalde marketing aspecten en technische aspecten voldoet, dan worden zij eigenaar van deze domeinnaam.

## Handel
Sinds 26 september 2006 is een internationale en levendige handel ontstaan in .mobi-domeinnamen die niet op de premium lijst staan. Een registratie van een .mobi-domeinnaam kostte gemiddeld 70 dollar en de generieke domeinnamen zoals bijvoorbeeld Stocks.mobi, Attorney.mobi, Girls.mobi en Gamble.mobi werden voor tienduizenden euro’s doorverkocht aan speculanten die verwachten dat deze domeinnamen in de toekomst meer waarde krijgen.

## MobiReady
De organisatie achter .mobi heeft een website ontwikkeld, waarop gratis gecontroleerd kan worden of een website "mobielvriendelijk" is. De gecontroleerde website kan een score krijgen van 1 tot 5, waarbij de websites die 5 uit 5 scoren zeer goed tonen op de meeste mobiele toestellen.

## Voorbeelden van .mobi-sites van bekende organisaties
Verscheidene bekende organisaties en bedrijven hebben .mobi-sites gelanceerd naast hun PC websites. Internationale voorbeelden zijn Nokia.mobi, T-Mobile Nederland.mobi, Ferrari.mobi, ESPN.mobi, BusinessWeek.mobi, BMW.mobi, NBA.mobi, Mercedes-Benz.mobi en MSN.mobi.
Nederlandse voorbeelden van grote merken en uitgevers die .mobi actief gebruiken en ermee adverteren zijn Telegraaf.mobi, Heineken.mobi, Ilse Media (diverse .mobi-websites, waaronder Startpagina.mobi en Web-log.mobi), ING.mobi, TVgids.mobi, Borsato.mobi, Buienradar.nl.mobi, ANWB.mobi, Tweakers.mobi, Elsevier.mobi en Ziggo.mobi.
Met de .mobi-emulator is via de PC te zien hoe deze voorbeelden er op een mobiele telefoon uitzien. Meer voorbeelden zijn te zien in mTLD's showcase.